# Marleen de Pater-van der Meer
Maartje Lena (Marleen) de Pater-van der Meer (Hekelingen (Z.H.), 19 november 1950 – Zutphen, 13 december 2015) was een Nederlands politica, die van 6 februari 2001 tot 17 juni 2010 lid was van de Tweede Kamer namens het CDA. Van 28 september 2010 tot aan haar overlijden was ze waarnemend burgemeester van Muiden.

## Biografie
De Pater was van 1 mei 1990 tot 14 april 1998 (6 jaar tevens locoburgemeester) wethouder in de gemeente Zutphen, waar ze ook woonde en vanaf 1999 interim-directeur van de Stichting Kerk en Wereld te Driebergen. In de Tweede Kamer hield zij zich bezig met lokale belastingen, personen- en familierecht, integriteitsbeleid, de successiewetgeving en verkeersveiligheid. De Pater heeft door een amendement een regeling kunnen treffen voor niet-woningen waarbij voor onroerende zaken zoals verzorgingstehuizen geprofiteerd kan worden van de afschaffing van het gebruikersdeel van de OZB op woningen.
De Pater was voorzitter van de vaste commissie voor Justitie sinds 25 september 2003 en was van september 2002 tot oktober 2003 voorzitter van de vaste commissie voor Verkeer en Waterstaat.
Zij heeft van 1998 tot 1999 een avondstudie wijsbegeerte gevolgd aan de Vrije Universiteit te Amsterdam en van 1999 tot 2000 volgde ze een deeltijdstudie in hetzelfde vak. Ze behaalde hierin haar propedeuse-examen.

### Tweede Kamer
Van 1986 tot 1990 was De Pater-van der Meer fractievoorzitter van de CDA-fractie in de gemeenteraad in Zutphen, van 1986 tot 1994 was ze lid van het partijbestuur van dezelfde partij en ze bekleedde nadien nog vele andere politieke en niet-politieke functies in besturen, werkgroepen en commissies. Het Kamerlid met protestantse geloofsovertuiging was van 1970 tot 11 oktober 1980 lid van de ARP en sindsdien lid van het CDA.
Op haar laatste dag als Kamerlid werd ze Ridder in de Orde van Oranje-Nassau.

### Laatste jaren
Van 28 september 2010 tot haar overlijden op 13 december 2015 was ze waarnemend burgemeester van Muiden. De Pater werd in 2013 voorzitter van het bestuur van het Nederlands Bijbelgenootschap. Hoogtepunten tijdens haar bestuursperiode waren het 200-jarig jubileum en de presentatie van de Bijbel in Gewone Taal.
In november 2015 woonde ze nog gewoon een belangrijke raadsvergadering in Muiden bij ondanks haar ziekte. Ze overleed op 65-jarige leeftijd aan kanker. Ze werd begraven op de Oosterbegraafplaats in Zutphen.
- Biografisch Portaal: 63410497
- Nederlandse Thesaurus van Auteursnamen: 40048417X
- Parlement.com: vg09lldybv5t
- Virtual International Authority File: 3474147270599035700003